# Кливленд-Хайтс
Кливленд-Хайтс (англ. Cleveland Heights) — город в штате Огайо, США. В конце девятнадцатого века развивался как один из зелёных пригородов Кливленда. Статус города он получил в 1921 году. В нём не базируются промышленные объекты. В городе располагалась усадьба Рокфеллеров.

## История
Область, которая сейчас называется городом Кливленд-Хайтс, была заселена позже, чем большая часть округа Кайахога. Первая дорога через нынешний город, Мэйфилд-роуд, была построена только в 1828 году. Часть земли была поделена на фермы, но в XIX веке на ней также были карьеры. Один из первых карьеров был основан Дунканом Макфарландом, который добывал камень. Это и было тем поселением, которое выросло вокруг карьера для проживания рабочих, и называлось Блюстоун. В этом районе до сих пор есть дорога с таким названием. В 1873 году Джон Рокфеллер приобрёл около 700 акров (280 га) земли на территории нынешних городов Восточного Кливленда и Кливленда. В конце концов часть земли, расположенная между двумя пригородами, была превращена в жилую застройку, а в 1938 году семья передала в дар землю, которая сейчас является парком Форест-Хилл. На территории современного парка Форест-Хилл были карьеры, прежде чем Рокфеллер пожертвовал их городу.

## География
Согласно переписи населения Соединённых Штатов, город общей площадью 21 км², из которых всю площадь занимает суша.